# 孔升妍
孔升妍（： Gong Seung-Yeon，1993年2月27日—），本名俞昇延，韓國女演員。妹妹為TWICE成員俞定延，兩人曾一同擔任《人氣歌謠》主持人，KARD成員全昭珉則是她們的親戚。

## 經歷
2005年参加SM娛樂舉辦的「SM青少年最佳選拔大賽」獲得最佳外貌，隨後成為長達七年的練習生，和Red Velvet與f(x)度過候選成員的歲月。2012年以Yuhan Kimberly, Ltd.的廣告模特兒正式出道，在出演電視劇《我愛李太利》後，發現自己比起愛豆更適合朝演員方向發展，因此離開了SM娛樂。
2015年與CNBLUE成員李宗泫在真人秀綜藝節目《我們結婚了4》搭檔假想夫婦以及出演長篇史劇《六龍飛天》，打開了知名度，並獲得SBS演技大賞的新星獎。2016年7月與妹妹俞定延和金玟錫一起主持音樂節目《人氣歌謠》，接著開始主演多部電視劇作品。
2021年主演電影《寂寞佔線中》，以細膩的演技成功挑戰了大螢幕，獲得全州國際電影節最佳演員獎、第42屆青龍電影獎最佳女新人獎，以及義大利都靈國際電影節的最佳女主角獎。

## 影視作品

### 劇集
| 年份   | 播放平台  | 劇名                   | 角色             | 性質     | 備註   |
| 2012年 | tvN       | 我愛李太利             | 美美             | 配角     |        |
| 2014年 | SBS       | 對我而言可愛的她       | 徐允芝           | 配角     |        |
| 2015年 | SBS       | 聽到傳聞               | 徐雨             | 配角     |        |
| 2015年 | SBS       | 六龍飛天               | 閔多敬           | 配角     |        |
| 2016年 | KBS       | Master—麵條之神        | 金多海           | 主演     |        |
| 2016年 | KBS       | 心裡的聲音             | 藝林             | 特別出演 |        |
| 2017年 | tvN       | 內向的老闆             | 殷伊秀           | 主演     |        |
| 2017年 | tvN       | Circle：相連的兩個世界 | 韓靜妍           | 主演     |        |
| 2017年 | Netflix   | My Only Love Song      | 宋秀貞           | 主演     |        |
| 2017年 | OCN       | Melo Holic 愛情中毒    | 簡浩子           | 特別出演 |        |
| 2017年 | JTBC      | 韓汝凜的回憶           | 崔賢鎮的相親對象 | 特別出演 | [ 12 ] |
| 2018年 | KBS       | 你也是人類嗎           | 姜小鳳           | 主演     |        |
| 2019年 | JTBC      | 花黨：朝鮮婚姻介紹所   | 狗屎             | 主演     |        |
| 2021年 | tvN       | Drama stage—代理人     | 申瑞林           | 主演     |        |
| 2022年 | tvN       | 不可殺：永生之靈       | 端率／閔始皓     | 主演     |        |
| 2022年 | SBS       | 災後調查日誌           | 宋雪             | 主演     | [ 13 ] |
| 2023年 | SBS       | 災後調查日誌2          | 宋雪             | 主演     |        |
| 2025年 | Netflix   | 惡緣                   | 李裕姃           | 主演     | [ 14 ] |
| 2025年 | Channel A | 代替旅行               | 姜夏天           | 主演     | [ 15 ] |
| 2026年 | MBC       | 21世紀大君夫人         | 尹怡朗           | 主演     | [ 16 ] |

### 電影
| 年份   | 片名              | 角色 | 性質     | 備註            |
| 2018年 | 別離島 （별리섬／My Dream Class）       | 晶石 | 主演     | 短篇電影        |
| 2021年 | 寂寞佔線中        | 珍雅 | 主演     | [ 18 ]          |
| 2021年 | 焦急尋找的你 （애타게 찾던 그대／Voice Over） | 海溫 | 主演     | 獨立電影        |
| 2021年 | 今天的超能力 （오늘의 초능력／Today's Superpower） |      | 聲音出演 | Re-BORN系列短片 |
| 2021年 | LOVE SICK （러브씩）    | 智允 | 主演     | Re-BORN系列短片 |
| 2024年 | 找死凶宅          | 美娜 | 主演     | [ 21 ]          |
| 2024年 | 最後期限          | 允华 | 主演     | [ 22 ]          |
| 待公布 | Number One （넘버원）   | 麗恩 | 主演     | [ 23 ]          |

### 話劇
| 年份 | 劇名     | 角色   | 備註   |
| 2025 | 花的秘密 | Monica | [ 24 ] |

### MV
| 年份   | 發布日期 | 歌手         | 歌曲                 | 官方影片                  | 合作藝人                   |
| 2012年 | 5月29日  | Sunny Hill   | DO It                | Stone Music Entertainment |                            |
| 2014年 | 10月29日 | 2AM          | 現身吧 （나타나 주라／Over the Destiny）          | JYP Entertainment         | 尹博                       |
| 2015年 | 10月28日 | 申昇勳       | 這就是我 （이게 나예요／Me, Myself）        | Stone Music Entertainment | 宋再臨                     |
| 2016年 | 4月7日   | FIESTAR      | Realway Outdoor （리얼웨이 아웃도어） | SEJUNG                    | 朴海鎮                     |
| 2017年 | 9月1日   | PENTAGON     | 心動這件事 （설렘이라는 건／When I Was In Love）      | 1theK                     |                            |
| 2019年 | 1月22日  | 李素羅、SUGA | 申请曲 （신청곡／Song request）          | SUPER SOUND Bugs!         | 邊佑錫、尹度玹（聲音出演） |

## 音樂作品
| 年份   | 曲名                  | 類型       | 專輯名稱               | 合作藝人 |
| 2018年 | Like A Star（별처럼） | 電影原聲帶 | 《My Dream Class》OST  | 定延     |
| 2025年 | I'm fine              | 電視原聲帶 | 《代替旅行》OST Part.3 | 金宰永   |

## 綜藝節目
| 播出期間                | 電視台 | 節目名稱               | 集數            | 備註                 |
| 2015年3月14日—8月29日   | MBC    | 我們結婚了4            | EP131-154共24集 | 與李宗泫搭檔宣言夫婦 |
| 2016年11月29日—12月13日 | tvN    | 吃睡吃                 | 甲米篇共3集     | 與李昇勳             |
| 2020年9月26日—10月17日  | SBS    | 叢林的法則in獵人和廚師 | EP419-421共3集  | 節目成員             |

## 主持
| 日期                       | 節目名稱                 | 合作藝人       | 備註   |
| 2016年7月3日—2017年1月22日 | SBS人氣歌謠              | 俞定延、金玟錫 | [ 36 ] |
| 2020年8月13日              | 第16屆堤川国际音乐电影节 | 晉久           | [ 37 ] |
| 2023年4月27日              | 第24屆全州國際電影節     | 晉久           | [ 38 ] |

## 宣傳大使
| 年份          | 項目                            | 備註          |
| 2014年—2016年 | 大韓結核病協會宣傳大使          | [ 39 ] [ 40 ] |
| 2016年        | 扶餘郡宣傳大使                  |               |
| 2016年        | DMZ韓國國際紀錄片電影節宣傳大使 | [ 41 ]        |

## 獎項
| 年份   | 頒獎典禮                   | 獎項                                | 作品               | 結果 |
| 2005年 | SM青少年最佳選拔大賽       | 外貌部門                            | 不適用             | 1    |
| 2015年 | 第22屆SBS演技大賞          | 新星獎                              | 聽到傳聞、六龍飛天 | 獲獎 |
| 2016年 | 第10屆SBS演藝大賞          | 女子新人賞                          | 人氣歌謠           | 獲獎 |
| 2016年 | 第30屆KBS演技大賞          | 女子新人賞                          | Master—麵條之神    | 提名 |
| 2017年 | 第53屆百想藝術大賞         | 電視部門 女子新人演技賞             | Master—麵條之神    | 提名 |
| 2017年 | 第53屆百想藝術大賞         | 女子人氣賞                          | Master—麵條之神    | 提名 |
| 2017年 | 第1屆The Seoul Awards      | 電視部門 女子新人賞                 | 內向的老闆         | 提名 |
| 2017年 | 第2屆亞洲明星盛典          | New Wave獎                          | 不適用             | 獲獎 |
| 2018年 | 第32屆KBS演技大獎          | 中篇電視劇部門 女子優秀演技獎       | 你也是人類嗎       | 提名 |
| 2018年 | 第32屆KBS演技大獎          | 最佳情侶獎（與徐康俊）              | 你也是人類嗎       | 獲獎 |
| 2021年 | 第22屆全州國際電影節       | 最佳演員獎                          | 寂寞佔線中         | 獲獎 |
| 2021年 | 第15屆亞洲電影大獎         | 最佳新演員                          | 寂寞佔線中         | 提名 |
| 2021年 | 第42屆青龍電影獎           | 新人女演員獎                        | 寂寞佔線中         | 獲獎 |
| 2021年 | 第41屆韓國電影評論家協會獎 | 最佳新人女演員                      | 寂寞佔線中         | 獲獎 |
| 2021年 | 第39屆義大利都靈國際電影節 | 最佳女主角                          | 寂寞佔線中         | 獲獎 |
| 2022年 | 第58屆百想藝術大獎         | 電影部門 女子新人演技獎             | 寂寞佔線中         | 提名 |
| 2022年 | 第9屆野花電影獎            | 最佳女主角                          | 寂寞佔線中         | 提名 |
| 2022年 | 第20屆导演选择奖           | 年度女子新人演技獎                  | 寂寞佔線中         | 提名 |
| 2022年 | 第29屆SBS演技大獎          | 迷你劇類型及奇幻部門 女子優秀演技獎 | 災後調查日誌       | 獲獎 |
| 2023年 | 第30屆SBS演技大獎          | 迷你劇季度部門 女子最優秀演技獎     | 災後調查日誌2      | 提名 |
| 2024年 | 第45屆青龍電影獎           | 最佳女配角                          | 找死凶宅           | 提名 |
| 2025年 | 第61屆百想藝術大獎         | 電影部門 女子配角獎                 | 找死凶宅           | 提名 |
| 2025年 | 第4屆青龍系列大獎          | 電視劇部門 女配角獎                 | 惡緣               | 提名 |

## 外部連結
- 孔升妍的Instagram帳戶（英文）
- 孔升妍的Facebook專頁（英文）
- 孔升妍在NAVER上的资料
- 孔升妍在Daum上的资料
- 孔升妍在韩国电影数据库（KMDb）上的資料（韓語）
- 孔升妍在互联网电影资料库（IMDb）上的資料（英文）
- 孔升妍在HanCinema的頁面（英文）